# Šljivica
Šljivica es un pueblo ubicado en la municipalidad de Rekovac, en el distrito de Pomoravlje, Serbia.

## Superficie
Posee una superficie de 6,439 kilómetros cuadrados.

## Demografía
Hasta 2011 la población era de 136 habitantes, con una densidad de población de 21,12 habitantes por kilómetro cuadrado.